# علاقات الكويت وكردستان العراق
علاقات الكويت وإقليم كردستان العراق هي علاقات ثنائية بين أكراد العراق ودولة الكويت. يُذكر بأن لا يوجد أي تمثيل لإقليم كردستان العراق في الكويت، بالمقابل الكويت لديها قنصلية عامة في مدينة أربيل مُنذ عام 2015. توصف العلاقات بينهما بأنه «صداقة تاريخية» و«أخوية». كما تمتلك الكويت استثمارات اقتصادية كبيرة في إقليم كردستان العراق تزيد عن 2 مليار دولار في عام 2017.
من الناحية السياسية، تهتم الكويت ببناء علاقات وثيقة مع كردستان العراق، خاصة أنها يمكن أن تؤدي إلى تقسيم العراق أكثر، مما يقلل من خطر غزو ثان.

## اجتماعات رفيعة المستوى
في عام 2013، زار الرئيس الكردستاني بارازاني مدينة الكويت والتقى بأمير الكويت آنذاك صباح الأحمد الصباح. وفي عام 2015، زار وفد حكومي كويتي إقليم كردستان العراق ، والتقى بالرئيس الكردي مسعود بارزاني، أما في عام 2017، فقد ردت الكويت على استفتاء انفصال كردستان العراق بالإعراب عن قلقها بشأن الاستفتاء الذي يخرق الدستور العراقي أو يضر بالعلاقات العراقية الكردية. في نوفمبر 2018، زار بارزاني الكويت مرة أخرى والتقى بأمير الكويت صباح الأحمد الصباح ووزير الدفاع الكويتي آنذاك ناصر صباح الأحمد الصباح لمناقشة التطورات السياسية الإقليمية.